# Quinn Collins
Quinn Collins (* 1983) ist ein US-amerikanischer Komponist.
Collins studierte bis 2005 am College-Conservatory of Music der University of Cincinnati bei Ellen Ruth Harrison, Darrell Handel, Frederic Rzewski, Christopher Bailey und Michael Fiday. Er erwarb 2009 den Mastergrad an der University of Illinois at Urbana-Champaign, wo er Komposition bei Zack Browning und Erik Lund und elektroakustische Musik bei Scott Wyatt studierte.
Sein Stück Two Hour Ride wurde bei der International Gaudeamus Music Week 2006 in Amsterdam aufgeführt. Kompositionen Collins’ fanden Einsatz bei Trimpins Klavier Nonette Project in Seattle, bei Aufführungen des Bloomsburg Theatre Ensemble und als Filmmusiken. Er erhielt Kompositionsaufträge der Ensembles Absolute Percussion und Kyklos, des f (x) ensemble, des Cadillac Moon Ensemble, des Perkussionisten Justin Wolf und des Trompeters Andrew Kozar.

## Werke
- Four Hands für Klavier zu vier Händen, 2004
- 3 Miniatures für Cello und Marimba, 2005
- Killer Wingfield für Bassposaune, zwei Perkussionisten, Bassgitarre und Klavier, 2005
- winding für Bassklarinette, Perkussion, Klavier, Violine und Cello, 2006
- On and Off the Lam für zwei Flöten, Sopran- und Tenorsaxophon, Perkussion, E-Gitarre, Bassgitarre, Synthesizer und Violine, 2006
- Two Hour Ride für zwei Flöten, Alt- und Baritonsaxophon, Bassklarinette, Horn, Trompete, zwei Posaunen, Tuba, Perkussion, E-Gitarre, Bassgitarre, Klavier und drei Frauenstimmen, 2006
- Thrumming Song für Marimba, 2007
- Something Wicked Under the Bridge für Klarinette, Tenorsaxophon, E-Gitarre, Bassgitarre und Akkordeon, 2007
- Four Bits für Perkussionsquartett, 2007
- Sugar With Thorns für Saxophon und Perkussion, 2009
- Churn für Flöte, Marimba, Violine und Cello, 2008
- Blister für Trompete und Tonband, 2008
- Tug of War (in front of a moving vehicle) für Soloperkussion, 2009
- Wash für Solovibraphon, 2009
- I'll tell you about it because I am here and you are distant für Klarinette und Klavier, 2009
- Growl, Spit, Shriek, & Pout für Saxophonquartett und Schlagzeug, 2009
- Knub für Bläsersextett, 2009
- Split für großes Kammerensemble, 2009
- Shred für Tonband, 2009
- Back East (Upon a Flight to New York) für Cello und singenden Cellisten, 2010
- Nervous Aluminum Rabbit für Bassklarinette, Trompete, Posaune, Bariton und Tonband (Text von Matt Hart), 2010
- Dart: don't be his shadow für zwei Saxophone, 2010–2011
- Motorik 1 für Bassklarinette, Altsaxophon, Posaune, Schlagzeug, Vibraphon, E-Gitarre und verstärkte Violine, 2011